# Lan
Lan (lat. Linum), biljni rod u porodici lanovki (Linaceae). Pripada mu preko 180 vrsta jednogosdišnjeg i dvogodišnjeg raslinja i trajnica, polugrmova i grmova. Raširen je po umjerenim i suptropskim krajevima sjeverne polutke. U Hrvatskoj raste oko 20 vrsta i podvrsta, pravi lan (Linum usitatissimum), lan rupičasti (Linum austriacum), uskolisni lan (Linum bienne), žuti planinski lan (Linum capitatum), bijeložuti lan (Linum catharticum) i drugi.
Ime roda dolazi od grčke riječi linon, a najvažnija je vrsta, prvi ilči obični lan, koji se uzgaja zbog vlakana i sjemenki, a uzgajali su ga još stari Egipćani, Grci i Rimljani. Iz lana se izrađuju najfinija i najljepša platna za modnu odjeću. Od njega se izrađuju i hrvatske narodne nošnje i čipke.

## Vrste
1. Linum acuticarpum
2. Linum adustum
3. Linum aethiopicum
4. Linum africanum
5. Linum alatum
6. Linum album
7. Linum allredii
8. Linum alpinum
9. Linum altaicum
10. Linum amurense
11. Linum appressum
12. Linum arboreum
13. Linum arenicola
14. Linum aretioides
15. Linum aristatum
16. Linum aroanium
17. Linum australe
18. Linum austriacum
19. Linum bahamense
20. Linum berlandieri
21. Linum bessarabicum
22. Linum betsiliense
23. Linum bienne
24. Linum boissieri
25. Linum brachypetalum
26. Linum brevifolium
27. Linum brevisepalum
28. Linum brevistylum
29. Linum burkartii
30. Linum caespitosum
31. Linum campanulatum
32. Linum capitatum
33. Linum cariense
34. Linum carneum
35. Linum carnosulum
36. Linum carratracense
37. Linum carteri
38. Linum castroviejoi
39. Linum catharticum
40. Linum chaborasicum
41. Linum chamissonis
42. Linum ciliatum
43. Linum compactum
44. Linum comptonii
45. Linum corymbiferum
46. Linum corymbulosum
47. Linum cratericolum
48. Linum cremnophilum
49. Linum cruciatum
50. Linum cubense
51. Linum decumbens
52. Linum densiflorum
53. Linum doerfleri
54. Linum dolomiticum
55. Linum elegans
56. Linum elongatum
57. Linum emirnense
58. Linum empetrifolium
59. Linum erigeroides
60. Linum ertugrulii
61. Linum esterhuysenae
62. Linum euboeum
63. Linum filiforme
64. Linum flagellare
65. Linum flavum
66. Linum floridanum
67. Linum flos-carmini
68. Linum gaditanum
69. Linum glaucum
70. Linum goulimyi
71. Linum gracile
72. Linum grandiflorum
73. Linum guatemalense
74. Linum gyaricum
75. Linum gypsogenium
76. Linum harlingii
77. Linum heterosepalum
78. Linum heterostylum
79. Linum hirsutum
80. Linum hologynum
81. Linum hudsonioides
82. Linum hypericifolium
83. Linum imbricatum
84. Linum intercursum
85. Linum iranicum
86. Linum jimenezii
87. Linum junceum
88. Linum katiae
89. Linum kaynakiae
90. Linum keniense
91. Linum khorassanicum
92. Linum kingii
93. Linum komarovii
94. Linum kurdicum
95. Linum lasiocarpum
96. Linum leonii
97. Linum leucanthum
98. Linum lewisii
99. Linum littorale
100. Linum longipes
101. Linum lundellii
102. Linum macraei
103. Linum macrocarpum
104. Linum macrorhizum
105. Linum marginale
106. Linum marianorum
107. Linum maritimum
108. Linum marojejyense
109. Linum mcvaughii
110. Linum medium
111. Linum meletonis
112. Linum mexicanum
113. Linum milletii
114. Linum modestum
115. Linum monogynum
116. Linum mucronatum
117. Linum mysorense
118. Linum narbonense
119. Linum nelsonii
120. Linum neomexicanum
121. Linum nervosum
122. Linum nodiflorum
123. Linum numidicum
124. Linum nutans
125. Linum obtusatum
126. Linum ockendonii
127. Linum olgae
128. Linum olympicum
129. Linum orizabae
130. Linum pallasianum
131. Linum pallescens
132. Linum pamphylicum
133. Linum perenne
134. Linum persicum
135. Linum peyronii
136. Linum phitosianum
137. Linum polygaloides
138. Linum pratense
139. Linum pringlei
140. Linum prostratum
141. Linum puberulum
142. Linum pubescens
143. Linum punctatum
144. Linum pungens
145. Linum quadrifolium
146. Linum ramosissimum
147. Linum rigidum
148. Linum rupestre
149. Linum rzedowskii
150. Linum salsoloides
151. Linum scabrellum
152. Linum schiedeanum
153. Linum scoparium
154. Linum seljukorum
155. Linum setaceum
156. Linum silpii
157. Linum smithii
158. Linum stelleroides
159. Linum stocksianum
160. Linum striatum
161. Linum strictum
162. Linum subbiflorum
163. Linum subteres
164. Linum suffruticosum
165. Linum sulcatum
166. Linum tauricum
167. Linum tejedense
168. Linum tenellum
169. Linum tenue
170. Linum tenuifolium
171. Linum thesioides
172. Linum thracicum
173. Linum thunbergii
174. Linum tmoleum
175. Linum toxicum
176. Linum triflorum
177. Linum trigynum
178. Linum turcomanicum
179. Linum ucranicum
180. Linum unguiculatum
181. Linum uninerve
182. Linum usitatissimum
183. Linum vanense
184. Linum velutinum
185. Linum vernale
186. Linum villarianum
187. Linum villosum
188. Linum violascens
189. Linum virginianum
190. Linum virgultorum
191. Linum viscosum
192. Linum volkensii
193. Linum vuralianum
194. Linum westii

## Vanjske poveznice
- Lan Hrvatska tehnička enciklopedija, portal hrvatske tehničke baštine. LZMK

|  | Zajednički poslužitelj ima još gradiva o temi Linum |
|  | Wikivrste imaju podatke o taksonu Linum             |